# Loi du 14 novembre 1881
La loi du 14 novembre 1881, est une loi française qui rend neutres les cimetières. 
Elle abroge l'article 15 du décret du 12 juin 1804. 
La création ou l’agrandissement de cimetières confessionnels est prohibée, la législation interdisent pour les inhumations toute distinction basée sur des critères religieux. 
La loi du 5 avril 1884 complète cette loi. 
Ces deux lois n’ont toutefois pas été étendues à l’Alsace-Moselle alors sous gouvernement allemand.
Elle s'intègre dans les grandes lois de laïcisation de la vie publique sous la Troisième République et précède la loi du 28 décembre 1904 qui confie aux communes le service extérieur des pompes funèbres ainsi que la loi de séparation des Églises et de l'État du 9 décembre 1905.
La loi de 1881 rompt avec l'organisation des cimetières français héritée de la déclaration royale de 1776 et du décret du 12 juin 1804.